# Le Lauzet-Ubaye
Le Lauzet-Ubaye é uma comuna francesa na região administrativa da Provença-Alpes-Costa Azul, no departamento dos Alpes da Alta Provença. Estende-se por uma área de 66,26 km². Em 2010 a comuna tinha 184 habitantes (densidade: 2,8 hab./km²).